# أوتلندر
أوتلندر هو فيلم من نوع فنتازيا، وخيال علمي، وحركة أُصدر في 2009. الفيلم من إنتاج وتوزيع شركة وينشتاين. وهو من إخراج وسيناريو Howard McCain ‏.

## القصة
مركبة فضائية تحطمت في بحيرة في اسكندنافيا في عصر فيندل (550-790). الساكن الوحيد الباقي على قيد الحياة - أجنبي يشبه الإنسان - يسترجع منارة استغاثة وجهاز كمبيوتر يوضح أنه موجود على الأرض، وهي مستعمرة «بذرة» هجرها شعبه. يقوم الكمبيوتر بتنزيل اللغة والثقافة الإسكندنافية المحلية مباشرة في دماغه. سرعان ما وجد رجل الفضاء قرية مدمرة حديثًا، حيث أسره وولفريك (جاك هيوستن)، وهو محارب من قرية أخرى.
أخذه وولفريك إلى قرية الملك هروثجار المحصنة (جون هيرت)، والد فريا (صوفيا مايلز)، الذي يأمل أن يتزوج الملك المستقبلي وولفريك. يشعر هروثجار بالقلق من أن جونار (رون بيرلمان)، زعيم القرية المدمرة، سيفترض أن ذلك كان من فعل وولفريك، كما قتل جونار والد وولفريك (سلف هروثجار). يستجوب وولفريك «أوتلاندر»، الذي عرّف عن نفسه بأنه كينان (جيم كافيزيل)، مدعياً أنه من الشمال، ويقول إنه يصطاد تنيناً. هوجمت القرية في تلك الليلة من قبل مخلوق غير مرئي، مما أدى إلى مقتل العديد من الرجال. يعرفه كاينان على أنه «مورون»، وهو مخلوق مفترس تسبب في تحطم سفينته وسيصطاد الآن الرجال والحيوانات على حد سواء. عندما يتم اصطحاب كاينان مع مجموعة صيد للعثور على موروين، يقتل دبًا عملاقًا قتل بعض الصيادين، ويثبت نفسه للآخرين الذين بدأوا يعاملونه كجزء من قبيلتهم.
غونار ورجاله يهاجمون المستوطنة ويتراجعون بعد سقوط ضحايا من الجانبين. سرعان ما يعودون، يلاحقونهم موروين، ويدخلون إلى القرية الآمنة. يضع كاينان خطة لبناء حفرة ضخمة داخل مدخل القرية مباشرة، وملؤها بزيت الحوت وترك الدروع الخشبية تطفو على السطح.
تنجذب فريا بشكل متزايد إلى كاينان. يشرح لها أصل موروين - غزا شعب كاينان أرضه (الكوكب)، وذبحها بالمليارات وبنوا مستعمرة هناك. هذا المورون، الآن الأخير من نوعه، ذبح الجميع في المستعمرة، بما في ذلك زوجة كينان وطفله. عندما عادت «سفينته» إلى المستعمرة، تسلل موروين على متنها وتسبب في الحادث لاحقًا. بعد الاستماع إلى حكاية كينان، أعطته فريا سيفًا عائليًا، قائلة إنها قيل لها إنها ستعرف إلى أي رجل ستعطيها له.
يجذب كاينان وولفريك عائلة موروين إلى القرية. يعبرون حفرة الزيت بالركض على الدروع، لكن موروين يسقط في الحفرة، والزيت يحترق. انفجرت عائلة موروين وقتل عدة أشخاص ثم هربت. في هذه الأثناء، يتسلل نسل من موروين إلى القاعة حيث يختبئ النساء والأطفال. ينبه إريك، الطفل اليتيم الذي بدأ كاينان في رعايته، هروثجار الذي قُتل أثناء هروب النساء والأطفال. يدرك كاينان أنهم بحاجة إلى أسلحة أقوى لقتل موروين. يعود كاينان وفريا والملك المتوج حديثًا ولفريك إلى البحيرة لاستعادة شظايا معدنية من سفينة كاينان المغمورة. بينما يكون كاينان تحت الماء، يهاجم موروين الشاب القارب، ويأخذ فريا. يعود كاينان وولفريك إلى القرية، حيث سرعان ما تحولت الشظايا إلى أسلحة قبل النزول إلى عرين موروين.
تستيقظ فريا على كومة من الجثث في عرين تحت الأرض. بينما يتحرك الشاب موروين نحو فريا، يشتت انتباهه صوت فرقة الصيد كاينان. قُتل العديد من الصيادين، لكن بورومير أعمته موروين. عندما تعود لمهاجمة فريا، مرت كاينان وولفريك بأحد السيوف الجديدة، التي تقتل بها الشاب موروين. يخرج الكهف إلى شلال مرتفع، حيث يهاجم موروين البالغ. لقد أصاب وولفريك بجروح خطيرة قبل أن يخوضها كاينان في المعركة. عندما تنضم فريا إلى كاينان، يكون قادرًا على ضرب موروين على حافة الجرف حتى الموت. يعود فريا وكينان إلى جانب وولفريك، حيث ينقل الملكية إلى كاينان قبل وفاته بقليل.
يخبر كاينان فريا أن تنتظر بقية المحاربين ويقبلها قبل أن يعود إلى البحيرة. يحل الليل عندما يستعيد كينان بعض الأشياء من سفينته، ويقول وداعًا لتابوت زوجته المغمور، ثم يدمر منارة محنته تمامًا كما ترى فريا سفينة فضاء إنقاذ تقترب، مما دفعها إلى الاعتقاد بأن كاينان قد أرسلها الآلهة. تغادر سفينة الإنقاذ بدون كاينان، الذي يبقى ملكًا، ويتزوج فريا ويتبنوا إريك.
تقع أحداث الفيلم في النرويج.

## طاقم التمثيل
- جاك هيوستن
- جون هرت
- جيم كافيزل
- رون بيرلمان
- صوفيا مايلز
- أيدان ديفين

## الإنتاج
في عام 1998، التقى المخرج هوارد ماكين بكاتب السيناريو ديرك بلاكمان، الذي أعاد تصميم قصة كتبها ماكين في الأصل عام 1992.
وفقا لماكين، أعرب ريني هارلين عن اهتمامه بإخراج فيلم Outlander. لبعض الوقت، كان من المقرر أن يتم تمويل الفيلم بشكل مستقل، مع تأثيرات مصممة بواسطة Weta Workshop وتصويرها في الجزيرة الجنوبية لنيوزيلندا، لكن هذه الخطة سقطت جانبًا. بحلول عام 2004، تدخلت شركة الإنتاج Ascendant Pictures والمنتج Barrie M. Osborne في التمويل.
في مايو 2005، أعلنت شركة Weinstein عن إضافة المشروع إلى قائمة التوزيع الخاصة بها، مع ماكين كمدير. في ذلك الوقت، كان كارل أوربان في محادثات للنجم في الفيلم، ولكن برز جيمس كافيزيل كرائد عندما تم الإعلان أخيرًا عن الإنتاج في سبتمبر 2006. بحلول هذه المرحلة، استقر الإنتاج في هاليفاكس وناين مايل ريفر، نوفا سكوشا، كندا، مع جدول تصوير مدته 10 أسابيع يبدأ في أكتوبر 2006. [8] تم تصوير بعض المشاهد في خليج الجزر، نيوفاوندلاند، حيث كان بها مدخل كان بمثابة مضيق بحري للفيلم. تم الانتهاء من التصوير في 5 يناير 2007. [10]
تم تشكيل التصميم المفاهيمي بواسطة Iain McCaig ، الذي ساعدت استديوهاته Ninth Ray في إنشاء مفهوم الفن، ورسم القصص المصورة، والإلكترونيات المتحركة، وتصميم المواقع. مصممة الأزياء ديبرا هانسون أزياء مصنوعة يدويًا للشخصيات الرئيسية، باستخدام تصميمات من Ninth Ray ، بينما قدمت الأزياء المتبقية من تعاونها السابق، Beowulf & Grendel ، لارتداء الإضافات.
صمم المخلوق باتريك تاتوبولوس، خصم كاينان، المخلوق المسمى موروين، مجانًا للفيلم. كانت «موروين» مسرحية لكلمة Morlock من آلة الزمن لـ H.G Wells. ابتكر المخرج ومصمم المخلوق موروين ليكون مثل الحيوان، ولا ينظر إليه إلا على أنه وحش من قبل أولئك الذين تعرضوا للتهديد. وأشاد ماكين بتاتوبولوس: «لقد جلب المقدار المناسب من الضراوة، والشهوانية، والشعور بالشخصية والذكاء الواعي إلى [موروين] الذي كان مثاليًا». تم تصميم المخلوق لامتلاك تلألؤ بيولوجي، باستخدام الضوء لجذب فريسته.
بالنسبة للفيلم، قام ماكين ببناء نسخة طبق الأصل من قرية وسفينة فايكنغ. تم تصميم السفينة على غرار سفينة Oseberg وتم نشرها في Little Port ، Newfoundland لتصويرها كمحرقة جنازة. تم بناء قرية فايكنغ في مزرعة بالقرب من نهر تسعة أميال في نوفا سكوشا. قطع الطاقم أشجارهم الخاصة، واستأجر طاقم قطع الأشجار وشاحنة لبناء حاجز بطول 800 قدم وطوله 20 قدمًا. استغرق بناء قرية الفايكنج ثلاثة أشهر.
موسيقى الفيلم التصويرية كانت من تأليف Geoff Zanelli ‏.

## وصلات خارجية
- أوتلندر على موقع IMDb (الإنجليزية)
- أوتلندر على موقع ميتاكريتيك (الإنجليزية)
- أوتلندر على موقع روتن توميتوز (الإنجليزية)
- أوتلندر على موقع نتفليكس (الإنجليزية)
- أوتلندر على موقع ألو سيني (الفرنسية)
- أوتلندر على موقع Turner Classic Movies (الإنجليزية)
- أوتلندر على موقع أول موفي (الإنجليزية)
- أوتلندر على موقع بوكس أوفيس موجو (الإنجليزية)
- أوتلندر على موقع فيلمافينيتي (الإسبانية)
- أوتلندر على موقع قاعدة بيانات الأفلام السويدية (السويدية)